# 中共中央华中分局旧址
中共中央华中分局旧址，位于江苏省淮安市淮安区淮城街道楼东社区东长街63号周恩来红军中学南校区内，是中华人民共和国全国重点文物保护单位之一。
1995年4月19日公布为第四批江苏省文物保护单位；2019年10月7日公布为第八批全国重点文物保护单位。